# Camille Mauclair
Pour les articles homonymes, voir Mauclair.
Camille Mauclair, nom de plume de Camille Laurent Célestin Faust, né le 29 novembre 1872 à Paris 5e et mort le 23 avril 1945 dans le 7e arrondissement de Paris, est un poète, romancier, historien d'art et critique littéraire français.
Il fut un vichyste convaincu, chantre de l'antisémitisme sous l'Occupation.

## Biographie
Disciple de Stéphane Mallarmé, et parmi les meilleurs historiens du symbolisme, Camille Mauclair collabore à des revues telles que La Conque, La Revue indépendante, La Revue de Paris et de Saint-Pétersbourg, La Revue blanche, le Mercure de France, Le Coq rouge, les Essais d'art libre, les Entretiens politiques et littéraires, L'Art moderne, L'Ermitage, La Société nouvelle, L'Image, la Nouvelle Revue, la Revue encyclopédique, la Grande Revue, la Revue des revues, et pour des journaux tels que L'Estafette, L'Événement, Gil Blas, La Cocarde, Le Figaro, L’Aurore et La Dépêche de Toulouse. Il collabore aussi à la presse anarchiste. Son œuvre est aujourd'hui considérée comme mineure par rapport aux courants littéraires de son temps, auxquels elle apporte néanmoins un éclairage précieux. Critique d'art perspicace durant les années 1890, préfacier régulier des expositions impressionnistes et symbolistes de la galerie Le Barc de Boutteville, il considère certains aspects des avant-gardes à partir du fauvisme comme en rupture néfaste avec la tradition classique et n'hésite pas à dénoncer, avec clairvoyance, le caractère mercantile et artificiel d'un certain marché de l'art ; il révèle par exemple, comme témoin, ce qu'il considère comme le « montage » du mythe Cézanne. Avec Paul Fort, il fonde le théâtre d'art qui montera le premier l'œuvre de Maurice Maeterlinck en France (La Princesse Malaine et, en 1893, Pelléas et Mélisande) puis avec Lugné-Poe, le théâtre de l'Œuvre. En 1902, il édite les (premières) « œuvres complètes » de Jules Laforgue au Mercure de France.
Proche de tous les milieux littéraires, Mauclair est l'amant de Georgette Leblanc, avant que cette dernière ne se lie avec Maeterlinck. Parmi les portraits de Camille Mauclair, on compte un pastel de Lucien Lévy-Dhurmer[réf. nécessaire].
Durant sa carrière, en tant que critique, auteur et journaliste, il a aussi contribué à la connaissance musicale du public parisien. Défenseur de Richard Wagner, fin connaisseur de la pratique musicale, il livre de belles pages sur les compositeurs et l'orchestre. Plusieurs de ses poésies sont mises en musique, dont les trois « Lieder » dus à Ernest Chausson.
Pendant la Première Guerre mondiale, il est horrifié par les crimes allemands, et malgré sa formation germanophile et son admiration pour les philosophes allemands et Heinrich Heine, il théorise l'influence négative de la culture germanique.
Pendant l'entre-deux-guerres, Camille Mauclair est d'une grande activité et consacre aussi des textes aux villes qu'il admire, dont Bruges et Venise. Il dénonce ce qu'il considère comme la décadence de l'art français et déplore le règne « de la laideur », et formule en 1934 dans « L'architecture va-t-elle mourir ? » une virulente critique à propos de l'architecture moderne et fonctionnaliste, qu'il considère comme étant froidement bétonnée et impersonnelle.

## Antisémite et zélateur du gouvernement de Vichy
Dans leur anthologie Poètes d'aujourd'hui (1900), Adolphe Van Bever et Paul Léautaud lui attribuent à tort, comme l'avouera Paul Léautaud dans ses entretiens radiophoniques, une origine sémitique, tandis que G. Jean-Aubry (1905) s'arrête à des origines catholiques et lorraines (avec une ascendance danoise). Quoi qu'il en soit, il ne fut dreyfusard que par fidélité à Georges Clemenceau. À cet égard, il écrit : « Ainsi fus-je Dreyfusard de la première minute, par goût de la vérité ».
En 1929, dans son ouvrage La Farce de l'art vivant. Une campagne picturale 1928-1929, qui est un recueil d'articles paru dans Le Figaro et L'Ami du Peuple, il dénonçait certaines tendances de la peinture comme le fauvisme et le cubisme. Tout en reconnaissant qu'il existait de véritables peintres de talent parmi les artistes contemporains, il conspuait le rôle accru des marchands dans la promotion de ces nouvelles tendances et la « surproduction » d'œuvres d'art qui en découlait dans un but purement mercantile. Il se défendait de tout antisémitisme : « Précisément parce que je suis catholique je ne suis pas antisémite : et j'ai des amis israélites que j'aime profondément. » Un second volume parut en 1930, sous le tire Les métèques contre l'art français, La Farce de l'art vivant, tome II. Dans ces deux recueils d'articles, il explicitait des options nationalistes et réactionnaires partagées par nombre de détracteurs de certaines tendances de l'art moderne, opinions qui prennent la forme d'un antisémitisme violent et issu d'une vague née à la fin du XIXe siècle et dont il était issu ; il y écrit : « Parmi les blancs de l'école de Paris on compte environ 80 % de sémites et à peu près autant de ratés… ».
Comme certaines personnalités du monde de l'art, il fut adepte du gouvernement de Vichy de 1940 à 1944. Collaborateur occasionnel au quotidien pro allemand Le Matin, de Bunau-Varilla, il y signe divers articles favorables à la collaboration et violemment antisémites. Il collabore encore en 1944 à la revue Grand Magazine illustré de la Race : Revivre.
Il fut inclus à la Libération par le Comité national des écrivains dans la liste des auteurs interdits. Camille Mauclair échappe à la justice en mourant le 23 avril 1945.

## Œuvres

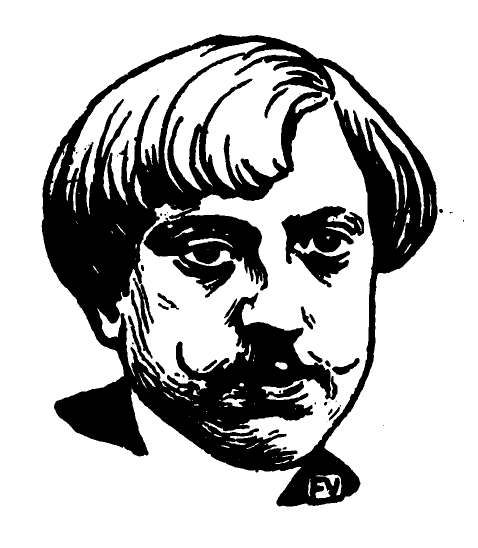
Félix Vallotton, Portrait de Camille Mauclair paru dans Le Livre des masques de Remy de Gourmont (vol. II, 1898).

### Poésie
- Sonatines d’automne, 1894
- Le Sang parle, 1904
- Émotions chantées, 1926

### Romans et contes
- Couronne de clarté, 1895  Texte en ligne
- L'Orient vierge, roman épique de l'an 2000, 1897
- Les Clefs d'or (Ollendorff 1897)
- Le Soleil des morts, 1898
- L’Ennemie des rêves, 1899
- Les Mères sociales, 1902
- Le Poison des pierreries, 1903
- Les Danaïdes, contes, 1903
- La Ville lumière, 1904
- Le Mystère du visage, 1906
- L'Amour tragique, 1908
- Les Passionnés, 1911
- Au pays des blondes, 1924
- Étreindre, 1925
- La Peur bleue, in Fouilles archéobibliographiques (Fragments), Bibliogs, 2015

### Autres publications
- Éleusis, causeries sur la cité intérieure, 1894
- Jules Laforgue, 1896
- L'Art en silence : Edgar Poë, Mallarmé, Flaubert lyrique, le symbolisme, Paul Adam, Rodenbach, Besnard, Puvis de Chavannes, Rops, le sentimentalisme, etc., 1901
- Les Camelots de la pensée, 1902
- Fragonard, Biographie critique, illustrée de vingt-quatre reproductions hors texte, Paris, H. Laurens, 1904, 128 p., in-4°
- L'Impressionnisme, son histoire, son esthétique, ses maîtres, 1904
- Idées vivantes : Rodin, Carrière ; Sada Yacco et Loïe Fuller ; la religion de l'orchestre : l'identité et la fusion des arts, etc., 1904
- De Watteau à Whistler, 1905
- Trois femmes de Flandre, 1905
- Jean-Baptiste Greuze, 1906
- Schumann, 1906
- Trois crises de l'art actuel, 1906
- La Beauté des formes, 1909
- Victor Gilsoul, 1909
- Eugène Delacroix, 1909
- Essais sur l'émotion musicale. La Religion de la musique, 1909
- Études sur quelques artistes originaux. Louis Legrand, peintre et graveur, 1910
- Essais sur l'amour. De l'amour physique, 1912
- Histoire de la musique européenne : 1850-1914 : les hommes, les idées, les œuvres, 1914
- Albert Besnard', l'homme et l'œuvre, Paris, Delagrave, 1914
- Le Vertige allemand, histoire du crime délirant d'une race, 1916
- Charles Baudelaire : sa vie, son art, sa légende, 1917
- Auguste Renoir, l'homme et l'œuvre, 1918
- Essais sur l'émotion musicale. Les Héros de l'orchestre, 1919
- Pour l'Arménie libre, pages écrites au cours de la grande guerre, 1919
- Antoine Watteau (1684-1721), 1920, prix Charles Blanc de l’Académie française en 1921
- L'Art indépendant français sous la Troisième République (peinture, lettres, musique), 1919
- Essais sur l'amour. La magie de l'amour, 1921
- Paul Adam, 1862-1920, 1921
- Servitude et Grandeur littéraires, souvenirs d'arts et de lettres de 1890 à 1900, le symbolisme, les théâtres d'avant-garde, peintres, musiciens, l'anarchisme et le dreyfusisme, l'arrivisme, etc., 1922
- Florence : l'histoire, les arts, les lettres, les sanctuaires, l'âme de la cité, 1923
- Claude Monet, 1924
- La Vie de Sainte Claire d'Assise, d'après les anciens textes, 1924
- Marie Duhem, Rémy Duhem, 1924
- Titien, 1925
- L'Art et le ciel vénitiens, 1925
- Le Génie d'Edgar Poë : la légende et la vérité, la méthode, la pensée, l'influence en France, 1925
- Histoire de la miniature féminine française : le dix-huitième siècle, l'Empire, la Restauration, 1925
- Le Mont Saint-Michel, 1927
- Les Musées d'Europe. Le Luxembourg, 1927
- La Vie amoureuse de Charles Baudelaire, 1927
- Naples l'éclatante, Capri, Amalfi, Sorrente, Paestum, Pompéi, Herculanum, 1928, illustrations de Pierre Vignal
- Le Charme de Bruges, 1928
- Henri Le Sidaner, 1928
- Puvis de Chavannes, 1928
- Les Musées d'Europe. Lyon (le Palais Saint-Pierre), 1929
- La Farce de l'art vivant. Une campagne picturale. 1928-1929, 1929
- Les Métèques contre l'art français, La Farce de l'art vivant, tome II, 1930
- Le Charme de Venise, 1930
- Corot, 1930
- Jules Chéret, 1930
- Fès, ville sainte, 1930
- La Vie humiliée de Henri Heine, 1930
- Un siècle de peinture française : 1820-1920, 1930
- Préface de L'Oiseau chez lui - Livre couleur du temps de Roger Reboussin, 1930
- Le Charme de Versailles, 1931
- Princes de l'esprit : Poë, Flaubert, Mallarmé, Villiers de l'Isle-Adam, Delacroix, Rembrandt, etc., 1931
- Au soleil de Provence. L'Azur et les Ifs. Cannes. Antibes. Grasse. Le Var et la Vésubie. La Montagne. La Vie champêtre en Basse-Provence. La Terre antique et médiévale, 1931
- Le Greco, 1931
- Fernand Maillaud, peintre et décorateur, 1932
- La Majesté de Rome, 1932
- Camille Mauclair & J.-F. Bouchor " La Bretagne ", 30 planches en couleur d'après les tableaux du peintre, Henri Laurens Éditeur, Paris 1932
- Le Génie de Baudelaire : poète, penseur, esthéticien, 1933
- Les Couleurs du Maroc, 1933
- " Marrakech ", 30 planches en couleur d'après les tableaux de Mathilde Arbey, Henri Laurens Éditeur, Paris, 1933
- Rabat et Salé, 1934
- Le Pur Visage de la Grèce, 1934
- La Crise du « panbétonnisme intégral ». L'Architecture va-t-elle mourir ?, Paris, Nouvelle Revue Critique, 1934
- Greuze et son temps. A. Michel, Paris 1935
- L'Âpre et Splendide Espagne, 1935
- La Provence, 1935
- Mallarmé chez lui, 1935
- Les Douces Beautés de la Tunisie, 1936
- Athènes, Trente planches en couleur d'après les tableaux de Paul Bret, Paris, Henri Laurens, éditeur, 172 p., 1935
- W. H. Singer Jr. Peintre américain, 1936
- Visions de Rome, 1936
- Visions de Florence, 1937
- L'Ardente Sicile, 1937
- Degas, 1937
- Le Cycle de la Méditerranée. L'Égypte, millénaire et vivante, 1938
- Le Charme des petites cités d'Italie. Pavie, Crémone, Plaisance, Parme, Mantoue, Sirmione, Vérone, Vicence, Padoue, 1939
- Turner, 1939. Hyperion Press, Paris; in english: Evelyn Byam Shaw
- De Jérusalem à Istanbul, 1939
- La Sicile, 1939
- Normandie, 1939
- La Hollande, 1940
- Le Secret de Watteau, 1942
- Cités et paysages de France, 1944
- Claude Monet et l'impressionnisme, 1944
- Auguste Rodin, l'homme et l'œuvre, non daté
- Léonard de Vinci, non daté